# Thiago Galhardo
Thiago Galhardo (ur. 20 lipca 1989 w São João del Rei) – brazylijski piłkarz występujący na pozycji pomocnika i napastnika.

## Kariera piłkarska
Był juniorem Bangu AC i w tym klubie w 2010 roku rozpoczął seniorską karierę. Z Bangu był wypożyczany do Botafogo FR, Comercial FC, América de Natal i Clube do Remo. W barwach Botafogo zadebiutował w Campeonato Brasileiro Série A, co miało miejsce 22 maja 2011 roku w wygranym 0:1 spotkaniu z SE Palmeiras. Z Bangu AC był związany kontraktem do 2013 roku. W 2014 roku był piłkarzem Boa EC, Cametá SC i Brasiliense FC. Na początku 2015 roku grał w Madureira EC, po czym przeszedł do Coritiba FBC. W 2015 roku rozegrał w barwach tego klubu 25 spotkań w Série A. Następnie był wypożyczany do Red Bull Brasil, AA Ponte Preta i Albireksu Niigata. Dla Ponte Preta rozegrał 21 spotkań w Série A, zaś dla Albireksu 23 mecze w J1 League, debiutując 25 lutego 2017 roku w zremisowanym 1:1 spotkaniu z Sanfrecce Hiroszima. W 2018 roku został pozyskany przez CR Vasco da Gama, gdzie grał do marca 2019 roku. W tym okresie wystąpił w 22 spotkaniach I ligi brazylijskiej. Następnie grał w Ceará SC, dla którego zdobył w 2019 roku 12 goli w 34 spotkaniach Série A. W 2020 roku związał się kontraktem z AA Internacional. Dla tego klubu strzelił 34 bramki, z czego 18 w Série A. W sezonie 2021/2022 grał na wypożyczeniu w Celcie Vigo. W Primera División wystąpił w 31 meczach, debiutując 28 sierpnia w przegranym 0:1 spotkaniu z Athletikiem Bilbao. Po zakończeniu sezonu w lidze hiszpańskiej został wypożyczony do Fortaleza EC, a na początku 2023 roku przeszedł do tego klubu na zasadzie transferu definitywnego. W 2023 roku wygrał z klubem Campeonato Cearense.

## Statystyki ligowe
| Sezon     | Klub             | Liga                          | Mecze | Gole |
| --------- | ---------------- | ----------------------------- | ----- | ---- |
| 2011      | Botafogo FR      | Campeonato Brasileiro Série A | 11    | 0    |
| 2012      | América FC       | Campeonato Brasileiro Série B | 16    | 1    |
| 2014 (j)  | Brasiliense FC   | Campeonato Brasileiro Série D | 3     | 0    |
| 2015      | Coritiba FBC     | Campeonato Brasileiro Série A | 25    | 1    |
| 2016      | AA Ponte Preta   | Campeonato Brasileiro Série A | 21    | 0    |
| 2017      | Albirex Niigata  | J1 League                     | 23    | 3    |
| 2018      | CR Vasco da Gama | Campeonato Brasileiro Série A | 22    | 3    |
| 2019      | Ceará SC         | Campeonato Brasileiro Série A | 34    | 12   |
| 2020      | AA Internacional | Campeonato Brasileiro Série A | 29    | 17   |
| 2021 (w)  | AA Internacional | Campeonato Brasileiro Série A | 9     | 1    |
| 2021/2022 | Celta Vigo       | Primera División              | 31    | 2    |
| 2022      | Fortaleza EC     | Campeonato Brasileiro Série A | 19    | 7    |